# 星のカービィ 夢の泉の物語
『星のカービィ 夢の泉の物語』（ほしのカービィ ゆめのいずみのものがたり）は1993年3月23日にファミリーコンピュータ用ソフトとして任天堂から発売された横スクロールアクションゲーム。アメリカでは同年5月1日、ヨーロッパでは同年12月9日発売。開発元はハル研究所。『星のカービィシリーズ』の第2弾であり、ファミコン唯一のカービィであり、ゲームボーイで発売をした前作『星のカービィ』の続編である。ゲームの仕様上、シリーズ初のバッテリーバックアップ対応である。

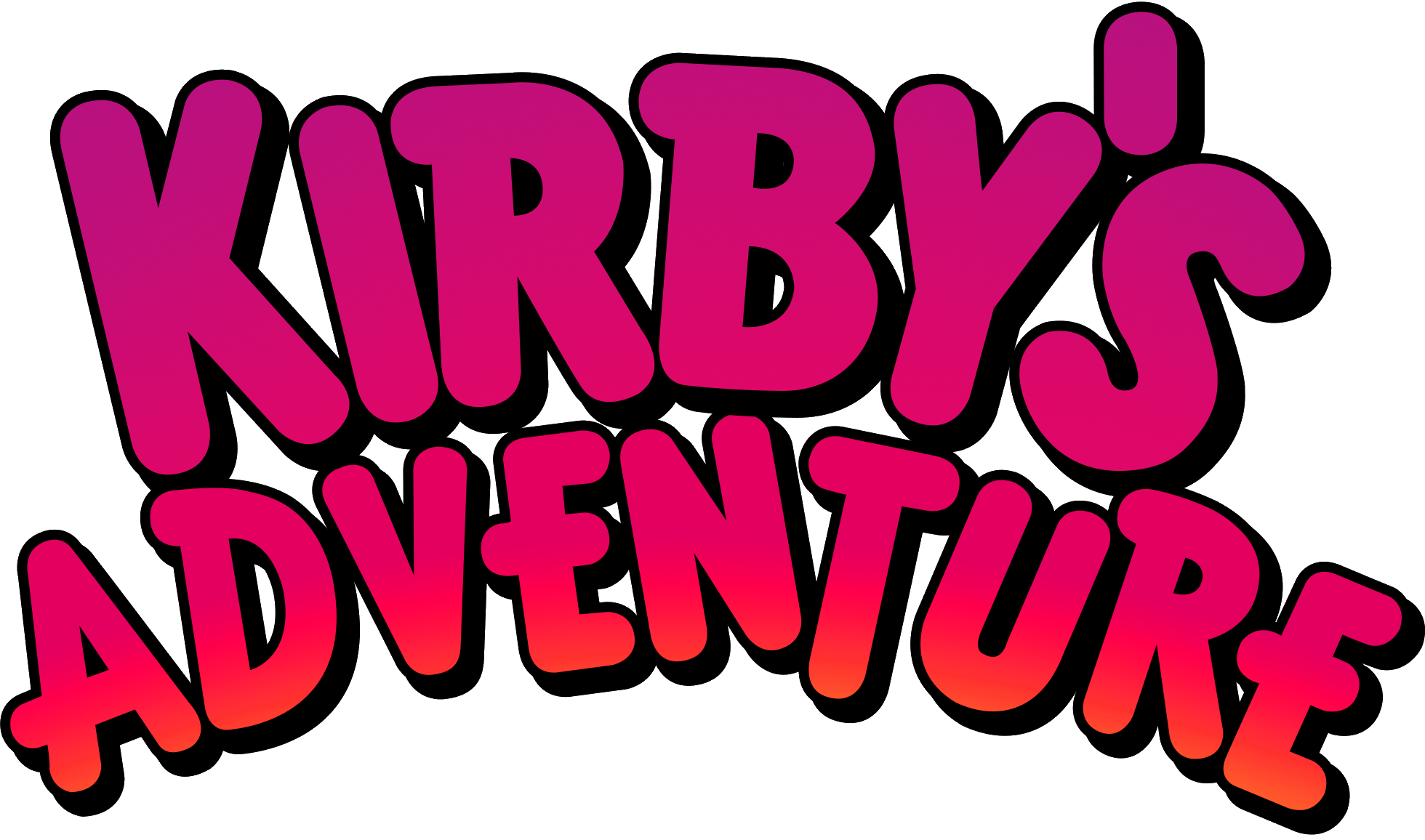
海外版のロゴ

本作ではシリーズ初となる、敵の能力を使用できるコピー能力が導入され、以後のシリーズに受け継がれ、今日のカービィの基本能力となっている。
2002年にはゲームボーイアドバンス用タイトル『星のカービィ 夢の泉デラックス』としてリメイクされ、ファミリーコンピュータ版はWii、ニンテンドー3DS、Wii U、Nintendo Switch向けにダウンロード販売された。

## ゲームシステム
ジャンルはアクションゲーム。基本的には横にスクロールするが、ステージによっては縦にもスクロールする。プレイヤーはカービィを操作し、待ち受ける敵キャラを倒したり避けながらステージクリアを目指す。
カービィは敵キャラを吸い込むことができ、敵を吸い込むと頬張った状態で身体が大きくなり、この状態で敵を星にして吐き出す。吐き出した敵は一直線に飛んでいく。これにより他の敵にぶつけて攻撃したり、ブロックを破壊できる。今作から敵やブロックを2つ以上吸い込んで吐き出すと、威力の強い星「貫通弾」を飛ばせるようになった。なお、頬張った状態だと、ジャンプはできるものの空を飛べなくなる。
本作の最大の特徴は、『星のカービィシリーズ』初となるコピー能力というシステムを導入したことである。敵を吸い込んだ状態で敵を飲み込むと、敵の能力をコピーし、その能力を使って敵を攻撃することができる。ただし、コピー出来ない敵（スカ）もいる。また、コピーできる敵を2匹以上同時に吸い込むと「ミックス」となり、能力がスロットを始める。止まるまで放置すると、敵の組み合わせによって決まった能力がコピーされる（スリープもあり）が、任意のタイミングで止めることもできる。なお、コピーした状態でダメージを受けると、そのコピー能力は星となってカービィから飛び出して画面内を飛び跳ねた後、一定時間で消える。その星を飲み込むとコピー能力を復活できるほか、飲み込まずに通常の敵と同じように星として吐き出すことも可能。今作のみ、画面上でのコピー能力は英語表記になっている（ビーム→「BEAM」、ソード→「SWORD」など）。
コピー能力の他に、新しい基本アクションとしてダッシュとスライディングの2つが追加された。ダッシュによってカービィが走るようになり、素早く進めるようになった。またスライディングしながらキックで攻撃して、吸い込むことができる敵であれば倒せるようになったが、中ボス以上の敵にはダメージを与えることはできない。この2つの基本アクションは以後のシリーズにも受け継がれた。
今作からダメージを受けた時のアクションが増加した。敵の攻撃によってそれぞれ感電・氷結・炎上したり、中ボス専用のやられなども描写されるようになった。ダメージアクションは通常時と頬張った状態の2種類あるが、一部の中ボスの攻撃では通常時の1種類しかないなどの例外もある。感電と炎上は、床に着地しない限りダメージアクションが続くため、空中でダメージを受けた場合、下に地面がない地形に落ちるとそのままミスに繋がることもある。この多彩なダメージアクションも、マイルドな描写になりながらも、以後のシリーズへ受け継がれている。

### ステージ
各レベルに存在するステージを順番にクリアしていくことでゲームが進んでいく。各レベルに一つのマップが存在し、マップ画面でドアからステージに入ることでレベルを攻略していく。ステージをクリアすることでマップ内で進める範囲は広がっていき、最後のボスステージをクリアすることにより、次のレベルへ進むことが出来る。
なお、ゲーム中盤より登場するスイッチは押さなくても進むことは出来るが、100%クリアするためには全て押す必要があり、スイッチを押すことによりマップ上に隠された闘技場・ボーナスステージ・ワープスター発着場といった隠しステージを出現させることが出来る。
各レベルの名称は、「VEGETABLE VALLEY」のように、LEVEL 8を除き全ステージの一単語目と二単語目の頭文字が同じである。また、LEVEL1から7までのレベル名の頭文字を最初から繋げると「vibgyor」（英語で虹の色を覚えるための単語）となる。このようにステージ名で同じ頭文字を重ねる手法は『星のカービィ 鏡の大迷宮』以降、頭文字を繋げて単語になる手法は『タッチ!カービィ』以降のシリーズ作品で踏襲されている。

### ゴールゲーム
通常コースのゴールの扉に入るとプレイできるボーナスゲーム。パチンコの要領でリフトに飛び乗ったカービィを飛ばし、着地した地点に応じてボーナスが貰える。着地点は全部で7段階で低い順に7、6、5、4、3、2、1と並んでいる。7はボーナスなし、6〜2は点数が加算され（着地点が高いほど高得点）、最高点の1ではユーフォーに変身したカービィがやって来て1UPをふらせてくる。

### マップ上のイベント
サブゲーム
マップが無いLEVEL 8 を除き、各レベルのマップ上にサブゲームがある。残り人数を増やせるが、1回利用するとしばらくの間使えない。なお、難易度は3段階まであり、先へ進むほど難易度が上がる。
どのゲームでも主に使うボタンはAボタンで簡単に遊ぶことが出来る。このシステムは後のカービィのエアライドに生かされることとなる。
クレーンフィーバー
クレーンを操作し、中にある大小のカービィのぬいぐるみを入手する。2回まで操作出来る。高難易度ほどクレーンの動作が速くなる。大カービィは2UPだが落としやすく、小カービィは1UPしかないが落としにくい。
たまごきゃっちゃ
デデデ大王がたまごか爆弾を投げてくるので、たまごだけを食べる。爆弾を食べてしまうと終了。クリアすると、カービィの口から何匹かひよこが生まれてくる。後半は投げてくるスピードが上がる。食べたたまごの数に応じて得点が加算され、かなり食べれば1UPして、全部食べれば3UPする。
はやうちカービィ
画面上に指示が出たらすぐにボタンを押すゲーム。最大で5回連続で勝負できるが、高難易度ほど相手が早く撃ってくる。1〜3回勝った場合は点数が加算され、4回勝てば1UPし、全部勝てば3UPする。1回の勝負でおてつきを2回したり、自分より早く撃たれた時点で負けとなり、ゲーム終了となる。反射神経が要求される。後に「刹那の○○」シリーズとしてミニゲームで登場する反射神経系のゲームの最初のもの。

博物館
能力を持つ敵が何体か置いてあり、自由にコピー能力を獲得できる。敵は全く動かず、触れてもダメージは受けない仕様。吸い込んだり触れると敵が消えるが、入り直せば復活する。
闘技場
ステージ上に出る中ボスと対戦。この中ボスは通常とは色が違い、強力である。1度入ると倒すかやられるまで出ることが出来ないが、倒すと体力回復アイテムのマキシムトマトが出現する。さらに倒した敵は消える間にコピー出来る。
ワープスター発着場
各レベルのワープスター発着場へ移動出来る。発着場を見つけていないレベルへは移動出来ない。

## ストーリー
舞台はプププランドと呼ばれる国。プププランドの住民は毎晩楽しい夢を見ていた。しかし、ある日から全く夢が見られなくなってしまう。プププランドには「夢の泉」という場所があり、そこにある「スターロッド」によって良い夢を生み出していた。そのスターロッドをデデデ大王がばらばらにして、手下達に配ってしまったのだ。夢を見られなくなった住民達のためや、自分自身の御昼寝タイムを取り戻すために、カービィが立ち上がる。
カービィはプププランドの各地でデデデの手下たちを、夢の泉でデデデを倒し、スターロッドを取り戻す。
しかし、カービィがデデデの制止を振り切ってスターロッドを泉に戻すと、泉から「悪夢」が飛び出してくる。ナイトメアというこの悪夢は、夢の泉の力で住民たちを苦しめようとしており、デデデの行動は夢の泉の力の源であるスターロッドを隠すことで、ナイトメアを封じ込めようとしたものだった。
カービィはデデデとスターロッドの力を借りてナイトメアを打ち破り、プププランドに快適な眠りを取り戻すのだった。

## 登場キャラクター

### プレイヤーキャラクター
カービィ
本作の主人公。詳細は該当項目を参照。

### 敵キャラクター
コピー能力についてはカービィ#コピー能力「星のカービィ 夢の泉の物語」を参照。
（）内はそのキャラクターからコピーできる能力の名称。（-）は吸い込めないことを表す。

#### 今作で初登場したキャラクター
スリッピー
水辺に多く生息しているカエルのようなキャラ。水陸どちらにも登場する。カービィめがけて進んでくる。
バウンダー
壁を登ったり降りてきたりする人型のキャラ。壁に張り付き星を投げて攻撃する。リメイク版の「夢の泉デラックス」では別のキャラに差し替えられている。
スパーキー（スパーク）
緩やかに移動し、カービィが近寄ると、両腕の先から電気を発生させて攻撃する。
ホットヘッド（ファイア）
気性が荒く、口から炎を吹くほか、炎の塊を発射して攻撃する。
フレイマー（バーニング）
壁にそって移動し、カービィを認知すると、炎を身にまといながら突進してくる。
ソードナイト（ソード）
剣を振り回し攻撃してくる。時たまこちらの攻撃を剣でかき消す。
ブレイドナイト（ソード）
見た目以外はソードナイトとの違いは特にない。
スパイニー（ニードル）
森に多く住んでおり、枝の上や穴のなかを生活の場にしている。カービィを認知すると、転がって体当たりしてくる。リメイク版の「夢の泉デラックス」では別のキャラに差し替えられている。
ウィリー（ホイール）
落ち着きのない暴れ者。タイヤ。路上を走り回っている。
ツイスター（トルネード）
体を回転させて竜巻に姿を変える。回転して突進してくる。回転中はこちらの攻撃が効かない事がある。
ロッキー（ストーン）
岩。カービィの上に飛び急降下して攻撃する。画面外からの急降下攻撃もしてくる。
ペンギー（アイス）
寒冷地方に多く生息しているペンギンの仲間。冷気を吐き出して凍らせてくる。滑るように移動する。
チリー（フリーズ）
雪だるま。周囲に冷気を発生させ凍らせてくる。なお、冷気発生中に倒すと、冷気だけ上に飛んでいく。
レーザーボール（レーザー）
空を浮遊することができる球形のキャラ。カービィに狙いを定めてレーザーを撃ってくる。その後は画面外にフェードアウト。
スターマン（ハイジャンプ）
特に攻撃はしてこない。あらゆる方向に飛行する。
バブルス（ボール）
カービィの周辺を跳ね回るボールのようなキャラ。たまに大ジャンプする。
UFO（ユーフォー）
攻撃方法はレーザーボールに似る。攻撃ボタンの押し時間が長いほど、攻撃のレベルが上がる。ステージクリア後は自動的にコピー能力が消える。
クールスプーク（ライト）
浮遊しているだけで攻撃はしてこない。主に暗闇の部屋に出現。サングラスをかけたテルテル坊主のようなキャラ。
ノディ（スリープ）
ただ歩いているだけで攻撃はしてこない。時々眠る。ナイトキャップをかぶっているキャラ。
ボンバー（クラッシュ）
高いところから飛び降り自爆する。爆風は広範囲に及ぶ。

#### 前作より引き続き登場のキャラ
前作『星のカービィ』より引き続き登場しているキャラクターは以下の通り。特に明記しない限り性質は前作と同様である。
- ワドルディ
- ブロントバード
- キャピィ
- ツイジー
- ポピーブロスJr.
- ブルームハッター
- スカーフィ
- カブー
- コナー
- グランク
- ブリッパー
- スクイッシー
- シャッツォ
  - 前作では無敵状態で体当たり、などの方法で倒せたが、今回は完全に無敵である。ただし、厳密に倒すとは言い難いが、シャッツオがブロックの上に乗っている場合にブロックを壊すことで画面外へ追い出すといったことは出来る。
- ゴルドー
  - 前作では一度当たると3ダメージ減らされたが今作では1ダメージ。
- ワドルドゥ
  - 今作よりビームをコピー出来るようになった。
- サーキブル
  - 今作よりカッターをコピー出来るようになった。
- パラソルワドルディ、パラソルワドルドゥ、パラソルシャッツオ
  - 今作ではパラソルをコピー出来るようになった。ワドルドゥの場合は着陸してもパラソルが離れないためビームをコピーするのは不可。

### 中ボス
中ボスは、色違いの強いタイプも存在する（ポピーブロスSr.を除く）。
ポピーブロスSr.（クラッシュ）
ポピーブロスJr.の親分で、今作では倒した後クラッシュをコピー出来るようになった。二体で出現することもある。
Mr.フロスティ（フリーズ）
氷の塊を投げつけたり突進して攻撃してくるアザラシ。こちらも二体で出現することがある。
グランドウィリー（ホイール）
ウィリーの巨大版。突進攻撃を仕掛けてくる。小さいウィリーを出す事もあるがこれはコピー出来ない。
終盤の中ボスが総登場する塔に唯一登場しなかったキャラクターである。
Mr.チクタク（マイク）
時計の姿をしている。音符を飛ばしたり、周囲に音波を発生させ攻撃してくる。
ボンカース（ハンマー）
ハンマーを持ったゴリラ。ハンマーで殴りかかってくる他ヤシの実を投げて攻撃してくる。
バグジー（バックドロップ）
カービィをつかんで投げるクワガタムシ。小さい虫を出す事もある。中ボスの中では唯一空を飛べる。
つかむ能力をもつ中ボス全般に言えることだが、一部のコピー能力が通用しない。
ファイアーライオン （バーニング）
全身が炎で出来ているライオン。カービィを引っかいたり、突進をしたりして攻撃をする。捕まるとかじられる。
ローリングタートル （スロウ）
カービィを投げ飛ばしたり小さな亀を転がして攻撃をするカメ。リメイク版では別の敵に差し替えられている。
メタナイト軍団（-）
一部のステージに中ボスに相当する存在として登場する、メタナイト配下の戦士の軍団。後の作品では「メタナイツ」と呼ばれる。
アックスナイト（斧）、トライデントナイト（三叉槍）、ジャベリンナイト（投げ槍）、メイスナイト（鎖鉄球）という4種類の敵から構成され、耐久力は普通のザコより少し高い（吸い込みなら一撃）くらいだが一度に複数体登場するうえに、倒しても増援が新たに出るため、一対多数の戦いを強いられることとなる。一定数以上倒すとこちらの勝利となる。
なお、紛らわしいが、ブレード・ソードの両ナイト（どちらも「ソード」の能力持ち）は、メタナイツではない。

### ボス
ウィスピーウッズ
LEVEL1のボス。『星のカービィシリーズ』ではおなじみのキャラクターで、顔のあるリンゴの木。ランダムに木から落とすリンゴをカービィが吸い込み、星を吐き出して星6つ分のバイタリティ（星を6回吐き出して当てれば倒せる）。
ペイントローラー
LEVEL2のボス。ローラースケートで華麗に移動しながら、ステージ上の4つのキャンバスの上に描いた絵を実体化させて攻撃する。中にはコピーできるものも出すほか、カービィそっくりの敵も出す。「ボール」「パラソル」「ホイール」「クラッシュ」「マイク」「スパーク」の6つは吸い込むことで特技としてコピーが可能。星6つ分のバイタリティ。
ミスターシャイン&ミスターブライト
LEVEL3のボス。月の姿をしたシャインと太陽の姿をしたブライトの2人組みで、片方が地上にいるときは、もう片方は空中に浮かんで攻撃の援護をする。時々交代しながら攻撃してくるパターンがくり返される。ブライトとの戦いの最中はシャインが空から星型弾を降らせて援護する。シャインとの戦いの時はブライトは空中から光の束を降らせる。それぞれ星3つ分のバイタリティ。
クラッコ
LEVEL4のボス。ウィスピーウッズと同様にシリーズ恒例のボスで、1つ目を持つ雲。開始直後は雲が出ておらず、攻撃も効かない「クラッコJr.」であり攻撃パターンは足場を壊すのみだが、足場を上に登って行き対戦場に来るとクラッコになる。攻撃パターンは、体当たり・落雷・敵を放出してくる、の3通り。星6つ分のバイタリティ。クラッコJr．戦はステージ各所にスターマンがいて、クラッコもスターマンを生み出してくるため、ハイジャンプをコピーして戦うことが前提となっているが、すっぴんでも倒せる。
ヘビーモール
LEVEL5のボス。削岩カッターで武装した穴掘りロボット。戦闘中は強制スクロールとなり、ヘビーモール自身は土を掘りながら画面右側に逃げて行く。スクロールに置いてかれ、画面外に出たり（穴に落ちた扱いとなる）画面に挟まれたりするとミス扱いになってしまう。時々、赤と黄色の2種類の、地形貫通能力を持つミサイルを放出し、黄色のミサイルをコピーするとハンマーが、赤のミサイルをコピーするとスリープが入手出来る。スリープをコピーしてしまうと、前述の理由のためミスは必至。なお、ヘビーモールが壊す周りの土は、ハンマーやバーニングなどを用いてカービィ自身が掘ることも出来る。
撃破後は岩壁が崩れて空が見える場所に画面が切り替わる。リメイク版『夢の泉デラックス』では壁が崩れておらず、空も見えない。
メタナイト
LEVEL6のボス。後にシリーズのメインキャラの一人となる仮面の剣士。それまでのステージの随所でメタナイト軍団（先述）を扇動して妨害すると思いきや、カービィに無敵状態になるキャンディを投げ渡すなど、トリックスターとしての面が目立つ。
対戦前に降ってくるソードを手に入れて対戦し、ソードをとらない限りは戦うことができない。またソードは、本来のコピー能力と異なり、ダメージを受けても強制解除されることはない。メタナイトの攻撃は剣術と体当たりによる接近戦のみだが、動きが不規則ですばやい上に、かなりタフ（これはソードの攻撃力が低いため）なので、もっとも難易度が高いボス戦のうちの1つとなっている。10回の斬りつけで倒せる。倒すと身に付けている仮面が割れて一瞬だけ素顔をさらけ出し、すぐに去っていく。
なお、リメイク版『夢の泉デラックス』では行動パターンや使用技への大幅な変更が加わっている。
デデデ大王
LEVEL7のボス。スターロッドを隠した張本人で、見かけ上のラストボス。前作のゲームボーイ版より攻撃パターンが増えており、突撃、吸い込み、ハンマー、大ジャンプ、膨らんで空中からプレス、といった攻撃方法がある。星10個分のバイタリティ。
ナイトメア
LEVEL8のボス。良い夢を生むはずの夢の泉から偶然誕生した「悪夢」であり、デデデ大王がスターロッドを隠し、夢の泉の機能を止めていた原因。下記のように異なる戦闘方法となる2連戦となる。
ナイトメアーズパワーオーブ
前半戦のボス。ナイトメアの卵。ナイトメアーズパワーオーブが上空へ逃走し、カービィはデデデ大王の協力で上空へ投げ飛ばしてもらい、空中を落下しながら戦うという状況になっている。カービィはシューティングゲームのように空中を8方向に移動しながらスターロッドから星を打ち出して攻撃する。丸い体から星や高速レーザーを放出したり、体当たりをしながら攻撃してくる。この戦いは1分間の制限時間が設定されており、これを経過してしまうとナイトメアーズパワーオーブは逃走し、最終的に地面に激突して強制ミスとなる。
ナイトメアウィザード
後半戦のボスで、ナイトメアーズパワーオーブを倒した後に出現する最終ボス。こちらでは制限時間はない。瞬間移動を駆使しながら、星を放ったり体を回転させながら突撃してくる。カービィは専用のコピースターロッドで攻撃。通常はマントで身体を覆っていて、バリアとなり、攻撃を弾き返してダメージを与えられないが、攻撃のときに見せる胴体が弱点で、ここを攻撃するとダメージを与えられる。倒すとゲームクリアとなる。

## 開発
本作で初登場した「せんすいカービィ」はディレクター兼デザイナーの桜井政博によると、企画段階ではコピー能力として実装予定だった。

## 他機種版
リメイク版でないものはファミリーコンピュータ版の移植である。
ファミリーコンピュータ版では画面効果として激しいフラッシュが使用される場面があったがバーチャルコンソール版では薄赤に変更された。
| No. | タイトル                                      | 発売日                        | 対応機種                                          | 開発元     | 発売元 | メディア                              | 備考             |
| --- | --------------------------------------------- | ----------------------------- | ------------------------------------------------- | ---------- | ------ | ------------------------------------- | ---------------- |
| 1   | 星のカービィ 夢の泉デラックス                 | 2002年10月25日 2002年12月22日 | ゲームボーイアドバンス                            | ハル研究所 | 任天堂 | ロムカセット                          | リメイク版       |
| 2   | 星のカービィ 夢の泉の物語                     | 2007年2月12日 2007年2月27日   | Wii                                               | ハル研究所 | 任天堂 | ダウンロード （バーチャルコンソール） |                  |
| 3   | 星のカービィ 夢の泉の物語                     | 2011年11月17日 2012年4月25日  | ニンテンドー3DS                                   | アリカ     | 任天堂 | ダウンロード （3Dクラシックス）       |                  |
| 4   | 星のカービィ 20周年スペシャルコレクション     | 2012年9月16日 2012年7月19日   | Wii                                               | ハル研究所 | 任天堂 | 12cm光ディスク                        | 収録ソフトの一つ |
| 5   | 星のカービィ 夢の泉の物語                     | 2013年4月17日                 | Wii U                                             | ハル研究所 | 任天堂 | ダウンロード （バーチャルコンソール） |                  |
| 6   | 星のカービィ 夢の泉デラックス                 | 2014年4月30日                 | Wii U                                             | ハル研究所 | 任天堂 | ダウンロード （バーチャルコンソール） | GBA版            |
| 7   | 星のカービィ 夢の泉の物語                     | 2016年11月11日 2016年11月10日 | ニンテンドークラシックミニ ファミリーコンピュータ | 任天堂     | 任天堂 | 内蔵ゲーム                            |                  |
| 8   | ファミリーコンピュータ Nintendo Switch Online | 2019年2月13日                 | Nintendo Switch                                   | 任天堂     | 任天堂 | ダウンロード                          | 収録ソフトの一つ |

## スタッフ
- エグゼクティブ・プロデューサー：山内溥
- プロデューサー：岩田聡、宮本茂、清水隆雄
- ディレクター、ゲーム・デザイナー：桜井政博
- キャラクター・デザイナー：齋藤崇、橋口茂、橋倉正、小澤和、三浦和弥
- マップ・デザイナー：下村真一、若山強
- チーフ・プログラマー：菅浩秋
- プログラマー：羽生昭夫、葛西重忍、阿部哲也、郡司照幸、乙黒誠二、高橋芳美、鈴木義樹
- ミュージック・コンポーザー：安藤浩和、石川淳
- ツール・プログラマー：三津原敏、関英利、阿部正佳
- スペシャル・サンクス：角田敦、酒井康裕、藤井英樹

## 評価
ゲーム誌「ファミコン通信」の「クロスレビュー」では合計33点（満40点）でゴールド殿堂入りを獲得、「ファミリーコンピュータMagazine」の読者投票による「ゲーム通信簿」での評価は以下の通り22.8点（満30点）。
| 項目 | キャラクタ | 音楽 | お買得度 | 操作性 | 熱中度 | オリジナリティ | 総合 |
| 得点 | 4.2        | 3.6  | 3.7      | 3.8    | 3.6    | 3.9            | 22.8 |